# Classic Sud Ardèche 2013
La Classic Sud Ardèche 2013, tredicesima edizione della corsa e valida come evento dell'UCI Europe Tour 2013 categoria 1.1, si svolse il 24 febbraio 2013 su un percorso di 197,8 km. Fu vinta dal francese Mathieu Drujon, che giunse al traguardo con il tempo di 5h08'34", alla media di 38,46 km/h.
Al traguardo 64 ciclisti portarono a termine il percorso.

## Squadre e corridori partecipanti
| N.    | Cod. | Squadra                      |
| ----- | ---- | ---------------------------- |
| 1-8   | SOJ  | Sojasun                      |
| 11-18 | FDJ  | FDJ                          |
| 21-28 | EUC  | Team Europcar                |
| 31-38 | ALM  | AG2R La Mondiale             |
| 41-48 | EUS  | Euskaltel-Euskadi            |
| 51-58 | OPQ  | Omega Pharma-Quickstep       |
| 61-68 | ARG  | Team Argos-Shimano           |
| 71-78 | BSE  | Bretagne-Séché Environnement |
| 81-88 | CJR  | Caja Rural                   |

| N.      | Cod. | Squadra                    |
| ------- | ---- | -------------------------- |
| 91-98   | COF  | Cofidis, Solutions Credits |
| 101-108 | COL  | Colombia                   |
| 111-118 | UHC  | UnitedHealthcare           |
| 121-128 | ARH  | Atlas Personal-Jakroo      |
| 131-138 | BIG  | BigMat-Auber 93            |
| 141-148 | LPM  | La Pomme Marseille         |
| 151-158 | LET  | Leopard-Trek Continental   |
| 161-168 | GLU  | Team Cult Energy           |
| 171-178 | RAL  | Team Raleigh               |

## Ordine d'arrivo (Top 10)
| Pos. | Corridore          | Squadra          | Tempo    |
| ---- | ------------------ | ---------------- | -------- |
| 1    | Mathieu Drujon     | BigMat-Auber     | 5h08'34" |
| 2    | Rémi Pauriol       | Sojasun          | s.t.     |
| 3    | Romain Bardet      | AG2R La Mond.    | s.t.     |
| 4    | Sylvain Georges    | AG2R La Mond.    | a 5"     |
| 5    | Fabrice Jeandesboz | Sojasun          | a 22"    |
| 6    | Gianni Meersman    | Omega Pharma     | a 29"    |
| 7    | Samuel Dumoulin    | AG2R La Mond.    | s.t.     |
| 8    | Julien Simon       | Sojasun          | s.t.     |
| 9    | Davide Malacarne   | Europcar         | a 31"    |
| 10   | Marc de Maar       | UnitedHealthcare | s.t.     |